# Érase una avería
Érase una avería es el decimocuarto episodio de la primera temporada de la serie Aquí no hay quien viva emitido originalmente en Antena 3 Televisión.. El episodio comienza con una avería en la caldera del edificio y los vecinos tendrán que hacer frente a las inclemencias del invierno sin calefacción ni agua caliente. Además de porducirse una serie de historias derivadas entre los distintos personajes. Género comedia con formato de capítulos de 60 minutos para teleserie de argumento múltiple en cuatro actos, con un prólogo y un epílogo. Dirigido a una audiencia familiar en horario de prime-time.

## Argumento
La caldera de la comunidad se ha estropeado y los vecinos no tienen agua caliente para ducharse, por lo que se debe hacer una derrama para arreglarla. Si bien esto a los del 3.º A no les afecta al tener un acumulador eléctrico por lo que la avería no le afecta y les propone a los vecinos irse allí a ducharse para ser aceptada por ellos, Roberto se enfada ya que quiere tener intimidad.
Emilio tiene celos de Belén y no soporta que está con Carlos, así que acepta la proposición de Paco de realizar una página web llamada Lasnenaspaquito.com que consiste en colocar cámaras en el 3.º B y emitir todo lo que pasa en directo por internet. Alicia se une a ellos para intentar mostrarle a Belén que Carlos no está enamorado de ella sino de Lucía y poder tener el dinero de Carlos.
Fernando invita Mauri a una cena donde dice en público que es gay. Si bien recibe una carta donde le indican que le despiden, y Mauri decide escribir un artículo denunciando al bufé, lo que provoca que sea despedido de verdad, Mauri lo descubre e intenta subsanar su error pero el que escribió la broma se traga la carta.
Mientras tanto, Roberto y Lucía siguen con los preparativos de su boda. Finalmente, se arregla la caldera, lo que provoca el enfado de los vecinos, Belén descubre que aparece por internet y el jefe de Fernando descubre la broma y le propone volver a la empresa pero él deniega la oferta.

## Guion

### Temas
El episodio trata de la envidia y los celos y de la necesidad de sentirse aceptado tal como uno es. Para ello se utilizan tres líneas argumentales que los amplían: en la línea A, los vecinos sienten envidia de los del 3.º A porque disponen de agua caliente y una ducha con hidromasaje, mientras que ellos no. En la línea B, Emilio y Alicia lo están porque Belén sale con Carlos; él porque aún quiere a Belén, y la segunda porque quiere tener el dinero de Carlos. En la línea C, Mauri quiere que Fernando cuente a todos que es homosexual y poder decirlo libremente.

### Líneas argumentales
Se trata de una serie de argumento múltiple, con la trama del día o del capítulo, que se plantea y se cierra en el mismo capítulo, y otras tramas que se pueden ir desarrollando a lo largo de la serie. Este capítulo contiene cuatro líneas argumentales: la trama del día (principal), dos de secundarias y una subtrama que proviene de capítulos anteriores. El capítulo lo componen 50 escenas de las cuales 21 pertenecen a la principan, 26 a las secundarias y 3 a la subtrama.

### Estructura
El capítulo está estructurado en cuatro actos, con un prólogo y un epílogo, como es habitual en los formatos de teleserie de una hora de duración.
- Prólogo: Narra como Juan Cuesta se queda sin agua caliente.
- Acto primero: Lo componen 14 escenas. Trata desde que Carlos recoge a Belén y Emilio coloca cámaras en su casa, lo que hace que Emilio hasta que discute con ella al descubrir que se han liado.
- Acto segundo: Lo componen 11 escenas. Narra desde la llegada de Mauri y Fernando y con los vecinos utilizando el hidromasaje de los vecinos de 3.º A hasta que a Fernando le despiden y los vecinos se molestan al no poder seguir untilizando el hidromasaje de los vecinos.
- Acto tercero: Lo componen 10 escenas. Narra desde que Alicia comienza a interpretar delante de la cámara hasta que Mauri publica un artículo creyendo que han echado a Fernando, provocando que le echen de verdad.
- Acto cuarto: Lo componen 8 escenas. Narra desde que comienza la web a tener éxito hasta que Emilio se lo cuenta a Belén y Lucía pilla a los vecinos.
- Epílogo: Lo componen 3 escenas. En donde Lucía cambia la cerradura, Fernando cuenta su sexualidad al resto de vecinos y las del primero se compran el hidromasaje.

## Producción
El episodio comenzó a rodarse el 26 de noviembre de 2003 el estudio de José Luis Moreno. Para la primera escena del episodio en casa de la familia Cuesta se tuvieron que rodar nueve tomas para que se diera como válida la escena. Para la escena en que Fernando y Mauri anuncian que son homosexuales a los jefes del primero, este hizo un gesto similar al de Diana de Gales, algo que no se encontraba en el guion y a los directivos les gustó.

## Reparto
- Daniel Guzmán interpreta a Roberto: En el capítulo quiere que los vecinos no se duchen en su casa porque necesita recuperar su intimidad y tranquilidad para trabajar.
- María Adánez interpreta Lucía. En el capítulo quiere prestar la ducha a sus vecinos porque necesita sentirse aceptada entre ellos.
- Loles León interpreta a Paloma. En el capítulo quiere que su familia se duche en casa con agua fría porque siente envidia del dinero de Lucía y necesita superar esa envidia.
- José Luis Gil interpreta a Juan. Quiere ducharse con agua fría porque necesita apoyar a su mujer.
- Gemma Cuervo, Mariví Bilbao, Emma Penella interpretan a Vicenta, Marisa, Concha. En el capítulo quieren ducharse en el hidromasaje de Roberto y Lucía ya que necesitan disfrutar de un lujo que ellas no tienen.
- Fernando Tejero interpreta a Emilio. En el capítulo quiere recuperar el amor de Belén porque necesita superar los celos que siente porque salga con Carlos. Protagonista en la línea B.
- Malena Alterio interpreta a Belén. En el capítulo quiere continuar con Carlos porque tiene dinero pero necesita admitir que aún siente algo por Emilio. Personaje romántico, objeto del deseo en la línea B.
- Laura Pamplona interpreta a Alicia. En el capítulo quiere que Belén deje a Carlos porque necesita reconocer que siente envidia de Belén.
- Diego Martín interpreta a Carlos. En el capítulo quiere mantener el amor de Belén porque necesita de su compañía y necesita superar que Lucía no le quiera.
- Guillermo Ortega interpreta a Paco. En el capítulo quiere montar el negocio de las cámaras por Internet porque necesita conseguir dinero.
- Adrià Collado interpreta a Fernando. En el capítulo quiere reconocer su homosexualidad ante sus compañeros de trabajo porque necesita que Mauri le siga queriendo.
- Luis Merlo interpreta a Mauricio "Mauri". En el capítulo quiere que Fernando reconozca su homosexualidad porque necesita estar seguro de su relación con él.[2]

## Recepción
El estreno del episodio 6.078.000 espectadores y un 40,3 % de cuota de pantalla. En la primera reposición del episodio obtuvo 3.547.000
32,5% respectivamente.